# سلطان سعيد خان
حكم سلطان سعيد خان خانات يرقند (مملكاتي يرقند) من سبتمبر 1514 إلى يوليو 1533. ولد عام 1487 في مغولستان وكان سليلًا مباشرًا لمغول خان الأول، تغلق تيمور، الذي أسس دولة مغولستان في 1348 (وحكم حتى 1363). المغول كانوا ترك منغوليين الذين اعتنقوا الإسلام.

## المقدمة

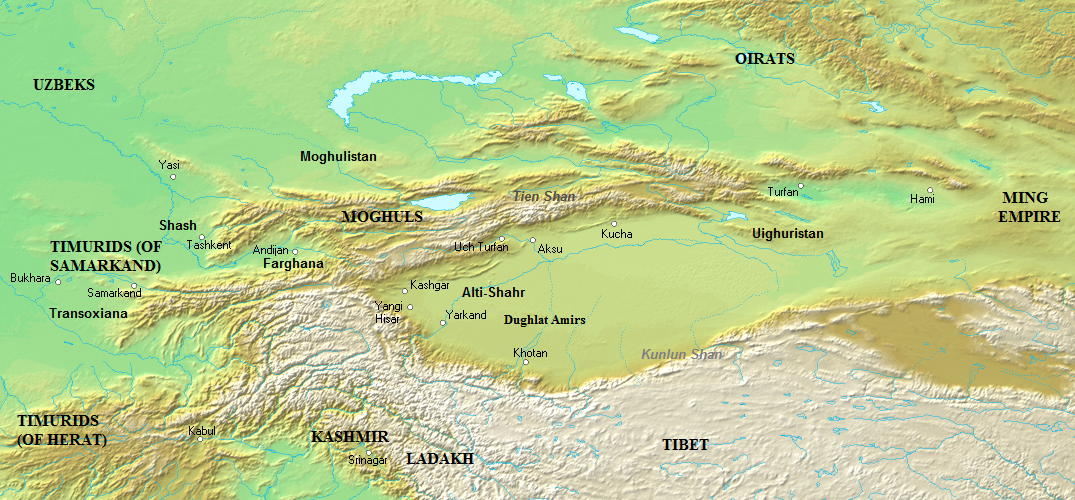
آسيا الوسطى حوالي 1450 م

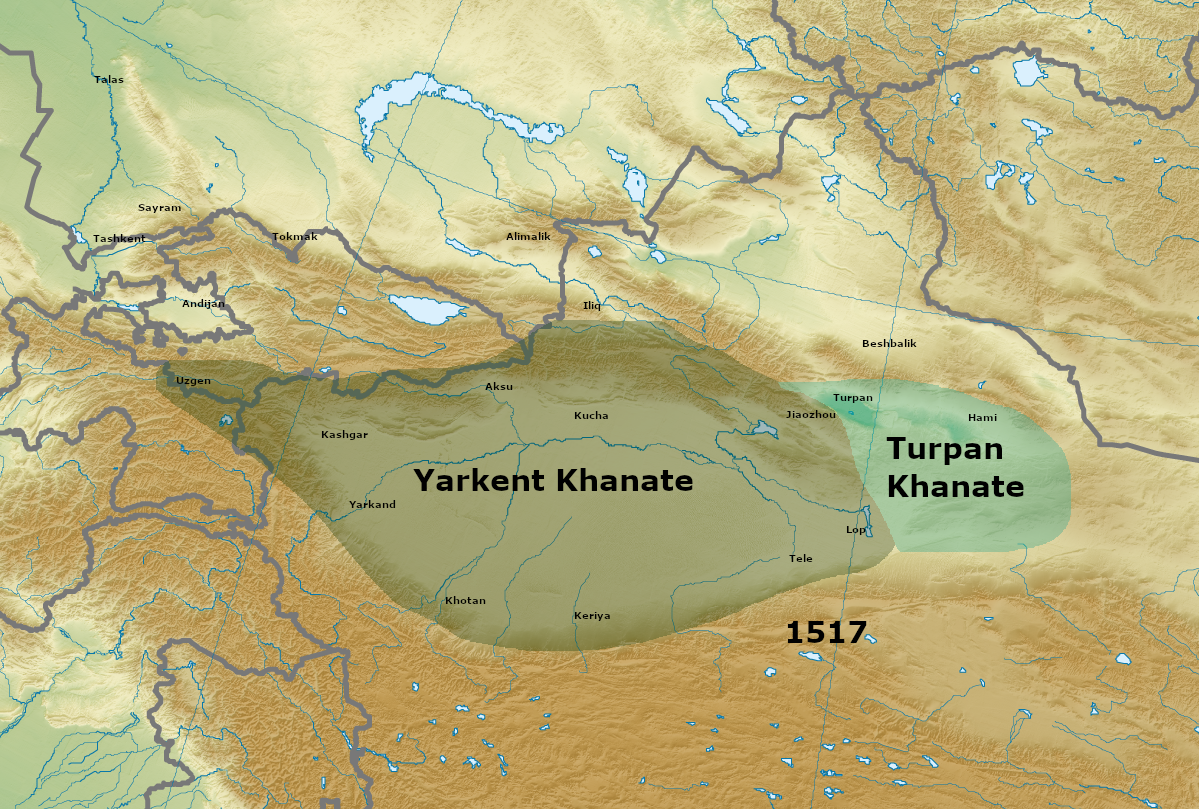
يرقند وخانات توربان في 1517 في بداية حكم سلطان سعيد خان (1514-1533)

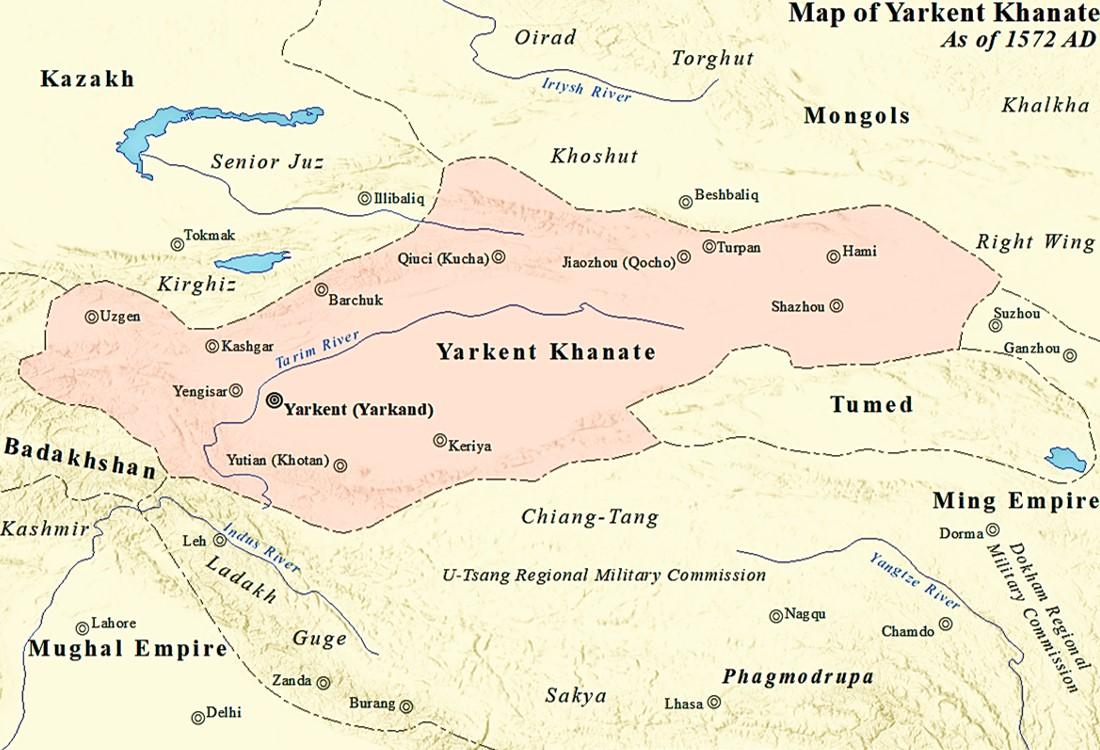
خانات يرقند عام 1572 أثناء حكم حفيد السلطان سعيد خان عبد الكريم خان (1560-1591)

عندما خانية جغتاي، التي احتضنت تركستان الشرقية والغربية، كانت النتيجة إنشاء دولتين مختلفتين: مافيرانار في تركستان الغربية، وعاصمتها سمرقند، حيث تولى تيمور الكبير السلطة في عام 1370، ومغولستان، مع عاصمتها المالق، بالقرب من بلدة غولجا الحالية، في وادي إيلي. احتضنت مغولستان الأراضي المستقرة في تركستان الشرقية وكذلك أراضي البدو شمال تانغري تاغ. كانت الأراضي المستقرة تُعرف في ذلك الوقت باسم مانغلاي سوبي أو مانغالاي سوياه، والتي تُترجم على أنها الأراضي اللامعة، أو الأراضي المتقدمة التي واجهت الشمس. شملت هذه الأراضي مدن وواحات تاريم الغربية والوسطى، مثل ختن وياركند وينجيسار وكاشغر وأقسو وأوش توربان. وبالكاد كانت مدن واحات تانغري تاغ الشرقية مشاركة، مثل كوتشا، قرهشهر، توربان وقۇمۇل، حيث لا تزال هناك إدارة محلية للأويغور والسكان البوذيين. تتألف مناطق البدو من قيرغيزستان الحالية وجزء من كازاخستان، بما في ذلك جيتيسو، منطقة الأنهار السبعة.
أحضر حاكم أقسو، أمير الدوغلات بولادشي، شابًا يبلغ من العمر 18 عامًا، يُدعى تغلق تيمور من وادي إيلي عام 1347، وفي كورولتاي أعلن أنه حفيد دوا خان، ابن حفيد جغتاي خان والحاكم من خانية جغتاي بين عامي 1282 و1307. أجبر بولادشي جميع الأباطرة على الاعتراف بتغلق على أنه الخان. يُعرفون الخوانين من جغتاي، الابن الثاني لجنكيز خان، إلى تغلق تيمور باسم «الجغتائيين»، ومن تغلق تيمور إلى نسله باسم «المغول».
كانت مغولستان موجودة منذ حوالي 100 عام، ثم انقسمت إلى ثلاثة أجزاء: ولاية يرقند (مملاكاتي يرقند)، وعاصمتها يرقند، والتي احتضنت جميع الأراضي المستقرة في غرب كاشغر، ولا تزال مغولستان البدوية تحتضن أراضي بدو شمال تنغري تاغ، والأويغورستان التي احتضنت الأراضي المستقرة في شرق كاشغر وأحواض توربان وقومول. مؤسس ولاية يرقند هو ميرزا أبو بكر، من قبيلة دوغلة. في عام 1465، أثار تمردًا، واستولى على يرقند، وكاشغر، وختن، وأعلن نفسه حاكمًا مستقلاً، ونجح في صد هجمات حكام مغولستان يونس خان وابنه أحمد خان، أو أحمد الآق، المسمى آلاش، «السفاح» حربه ضدالقالميق. في عام 1462، تولى مغول خان دوست محمد الإدارة في أقسو، وترك أسلوب حياة البدو الرحل، ونتيجة لذلك، انفصلت مدن شرق كاشغر، مثل أقسو، وأوش توربان، وباي، وكوتشا، وقرهشهر، وكذلك توربان وقومول، إلى الخانات الشرقية أو الأويغورستان.
كان أمراء دوغلات قد حكموا البلاد الواقعة جنوب تنغري تاغ في حوض تاريم منذ منتصف القرن الثالث عشر، نيابة عن جغتاي خان ونسله، كأتباع لهم. كان أول حاكم من دوغلة، الذي استلم الأراضي مباشرة من أيدي جغتاي، الأمير بابداغان أو طرخان. كانت عاصمة الإمارة كاشغر، وكانت تعرف باسم مملكاتي كاشغر. على الرغم من أن الإمارة، التي تمثل الأراضي المستقرة في تركستان الشرقية، كانت رسميًا تحت حكم خانات المغول، إلا أن أمراء الدوغلة حاولوا كثيرًا من وضع حد لهذا التبعية، وأثاروا تمردات متكررة، نتج عن أحدها انفصال كاشغر عن مغولستان لما يقرب من 15 عامًا (1416-1435).
حكم ميرزا أبو بكر يرقند لمدة 48 عامًا وتميز حكمه بإنشاء نظام سجن فريد وفعال للغاية، لا مثيل له في البلدان الأخرى. بعد اكتشاف 29 وعاءًا كبيرًا مليئًا بالرمال الذهبية والعملات الفضية (باليش)، أثناء التنقيب في مدينة يرقند القديمة، أمر ميرزا أبو بكر ببدء أعمال التنقيب في جميع أنحاء البلاد في جميع المدن القديمة من البلدات والمدن الزاخرة من صحراء تكلامكان. للحصول على قوة عاملة لأداء الحفريات الجماعية، استخدم المحكوم عليهم من الذكور والإناث من أي عمر. تم تسمية مكان التنقيب باسم قازيق وتم نصب العديد من الثكنات للمدانين والحراس، وتم إرسال المدانين إلى قازيق على مراحل من جميع أنحاء البلاد واستمرت أعمال الحفر طوال العام دون انقطاع. باستخدام نظام العمل القسري هذا، جمع خلال فترة حكمه كمية كبيرة جدًا من الخزائن وأصبح مالكًا لأشياء نادرة جدًا والقيمة، بعضها يعود لمئات وآلاف السنين.
في مايو 1514، قام سلطان سعيد خان، حفيد يونس خان (حاكم مغولستان بين 1462 و1487) والابن الثالث لأحمد خان، برحلة استكشافية ضد كاشغر من أنديجان مع 5000 فقط من رجال القبائل (الذين مثلوا 9 قبائل مغولية - دوغلة، دهتوي)، برلاس، يارقي، أرودابيغي، اتراشي، كونشي، شوراس وباقشي)، وبعد أن استولوا على قلعة ينجيسار، التي دافعت عن كاشغر من الطريق الجنوبي، استولت قوات سعيد على المدينة، وخلعت ميرزا أبو بكر. بعد فترة وجيزة، انضمت إليه مدن أخرى في ولاية يرقند - ياركند، وختن، وأقسو، وأوش توربان - واعترفت بسلطان سعيد خان كحاكم، مما أدى إلى اتحاد ست مدن، تسمى ألتيشهر. يُعتبر النجاح المفاجئ لسلطان سعيد خان سببه استياء السكان من الحكم الاستبدادي لميرزا أبو بكر وعدم رغبة أمراء الدوغلة في القتال ضد سليل جغتاي خان، والذين قرروا، إحضار رأس الحاكم المقتول إلى سلطان سعيد خان. وضعت هذه الخطوة نهاية لما يقرب من 300 عام من الحكم (الاسمي والفعلي) من قبل أمراء دوغلة في مدن غرب كاشغر (1219-1514). فر ميرزا أبو بكر من يرقند إلى لداخ مع حفنة من أتباعه و 900 من الحمير، محملة بخزائنه العديدة، وطارده أمراء الدوغلات وأمراء برلاس، أرسلهم السلطان سعيد خان. خلال الرحلته وجد أن جميع الحاميات، التي نشرها سابقًا في كشمير والتبت الصغيرة (لداخ)، قد هجرتها قواته. لذلك قرر التخلص من الخزانات وقتل جميع الحمير البالغ عددها 900، وألقى بكل الخزائن في نهر كاراكاش في جبال كارانغو تاغ. بعد ذلك أراد الاستسلام لسلطان سعيد خان، لكن أمراء دوغلة غدروا به وأسروه وذبحوه.